# Achfurt

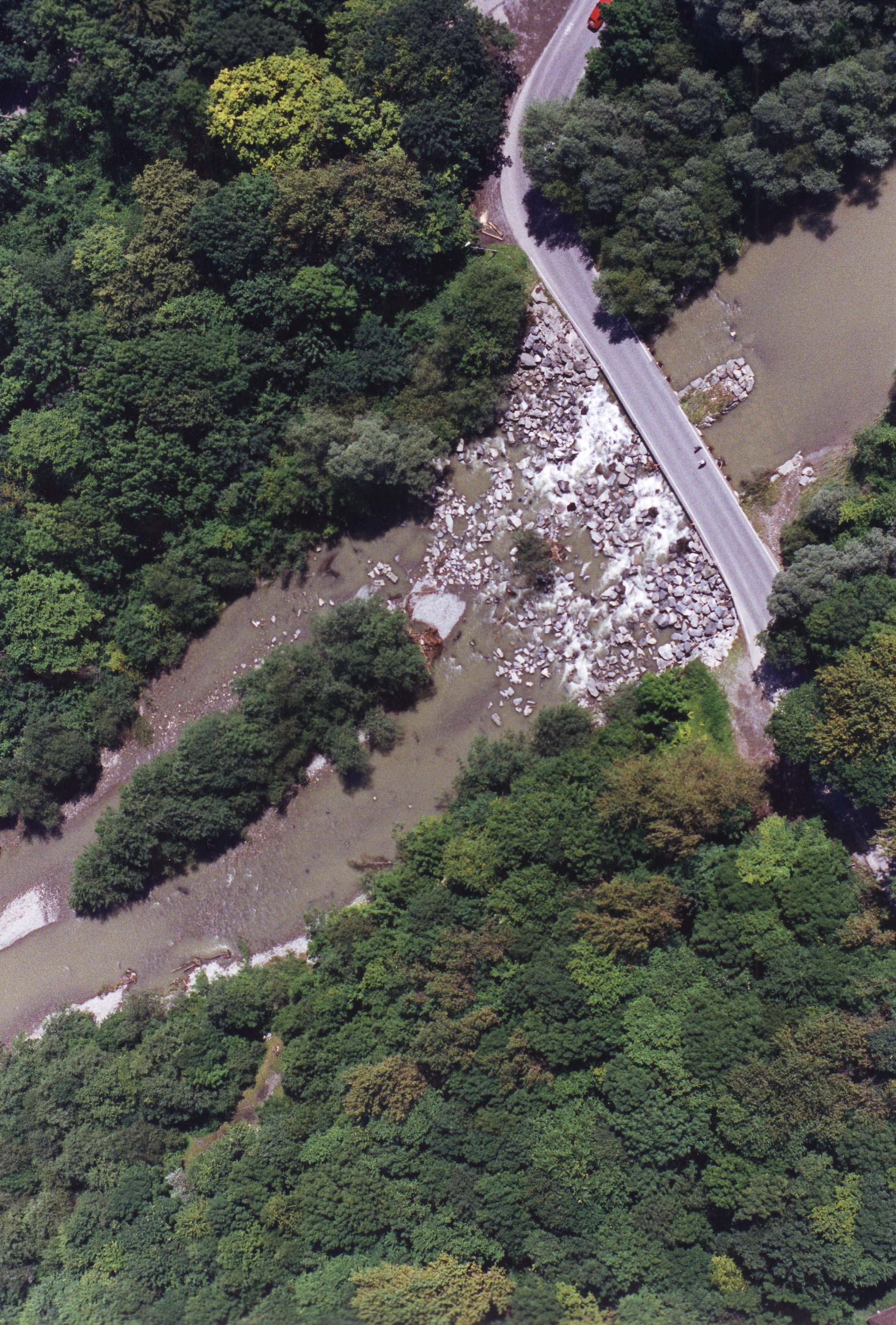
Luftbild der Achfurt in Dornbirn (Juli 2006)

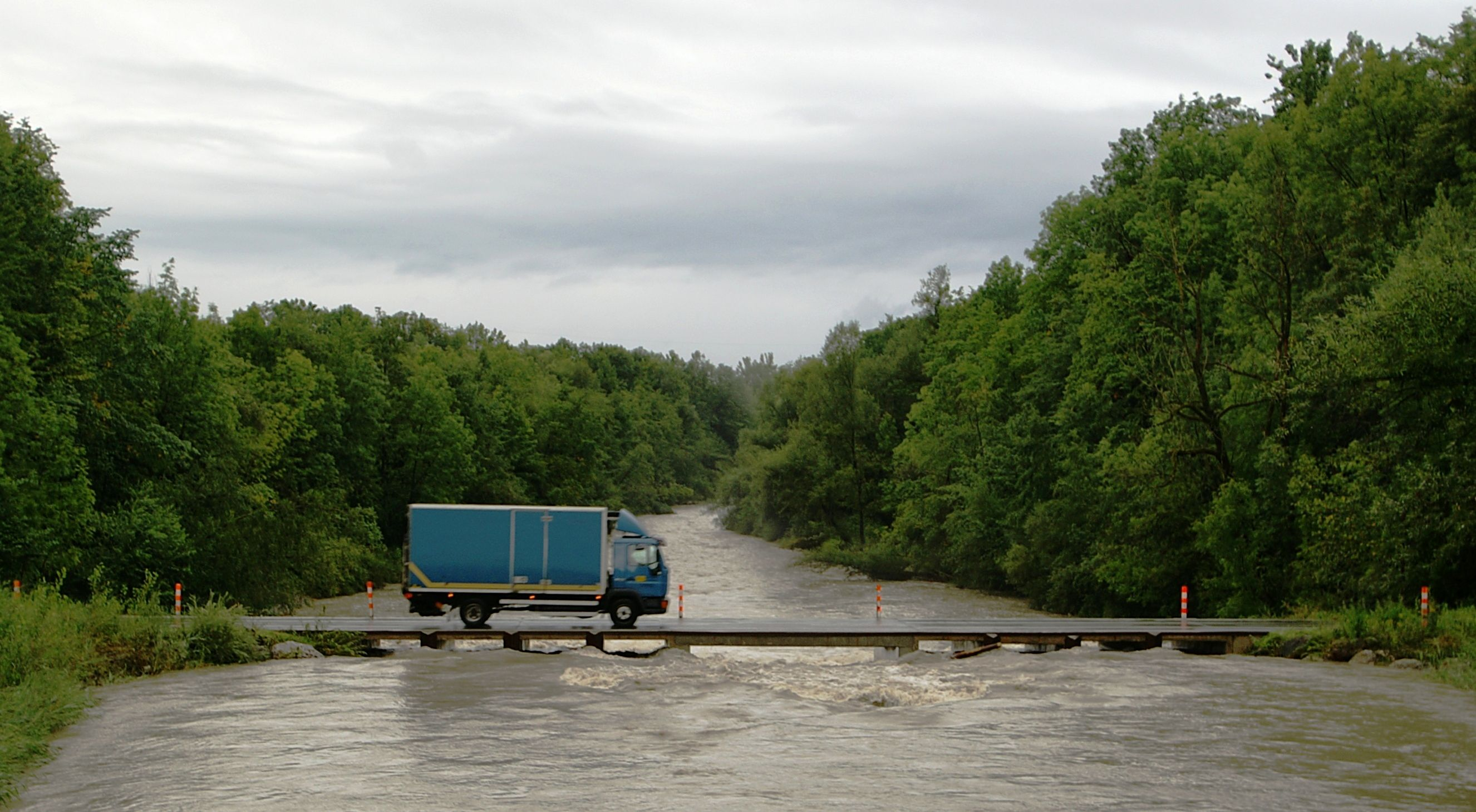
Achfurt in Dornbirn bei hohem Wasserstand kurz nach einer Überflutung (Sommer 2007)

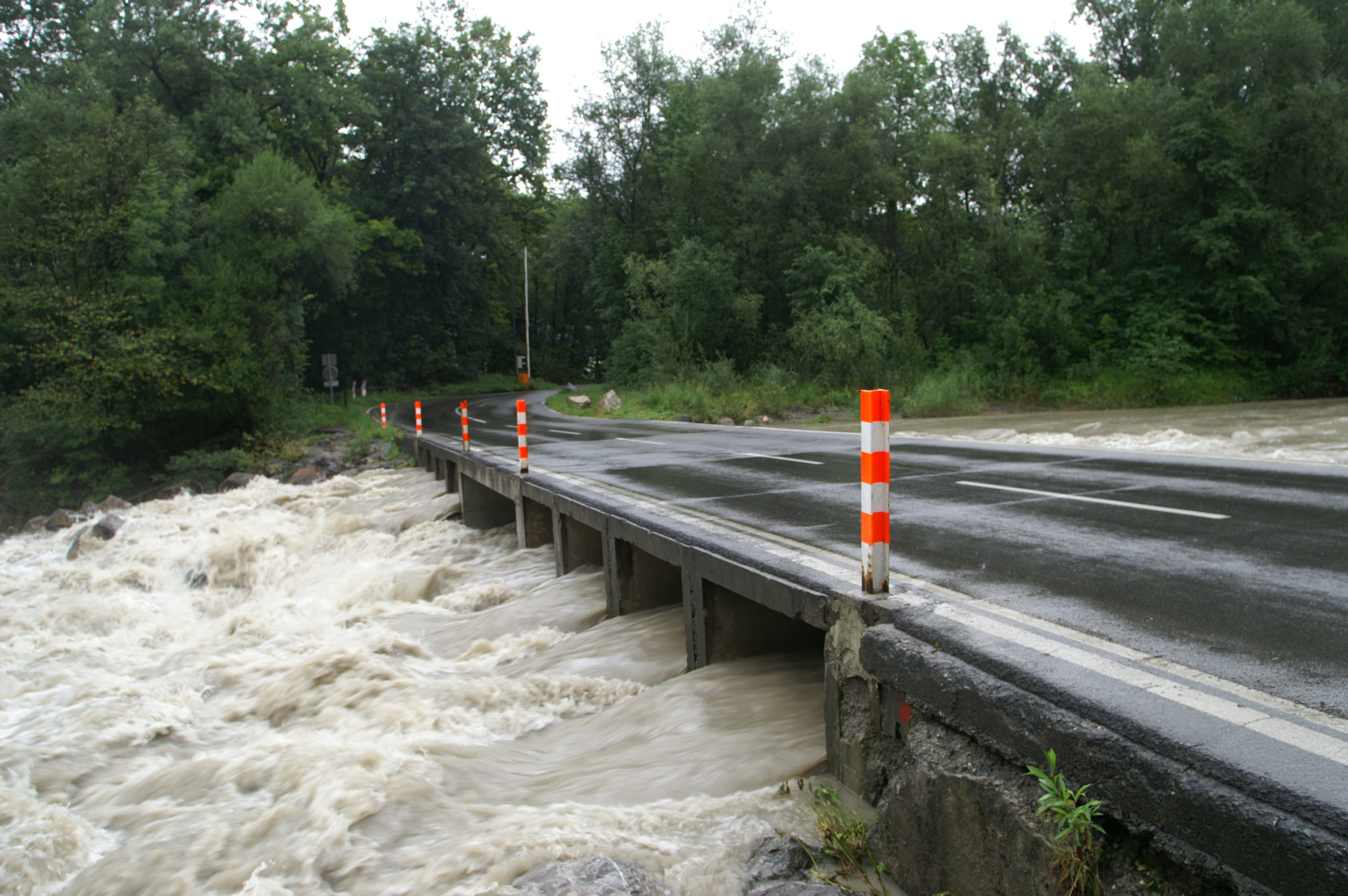
Achfurt in Dornbirn kurz nach der Überflutung und nach Freigabe der Strecke (Sommer 2007)

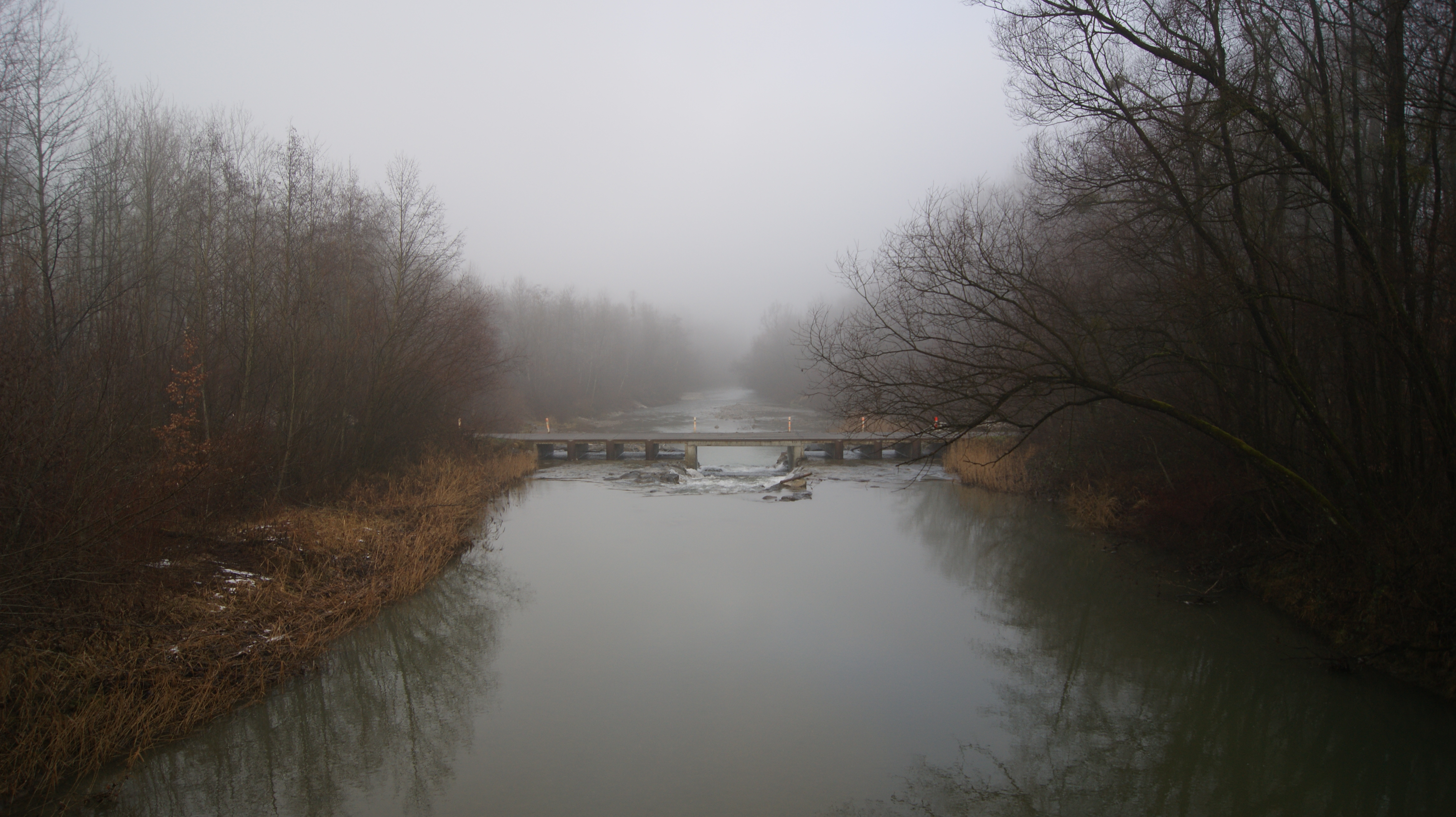
Achfurt in Dornbirn im Winternebel (Dezember 2017)

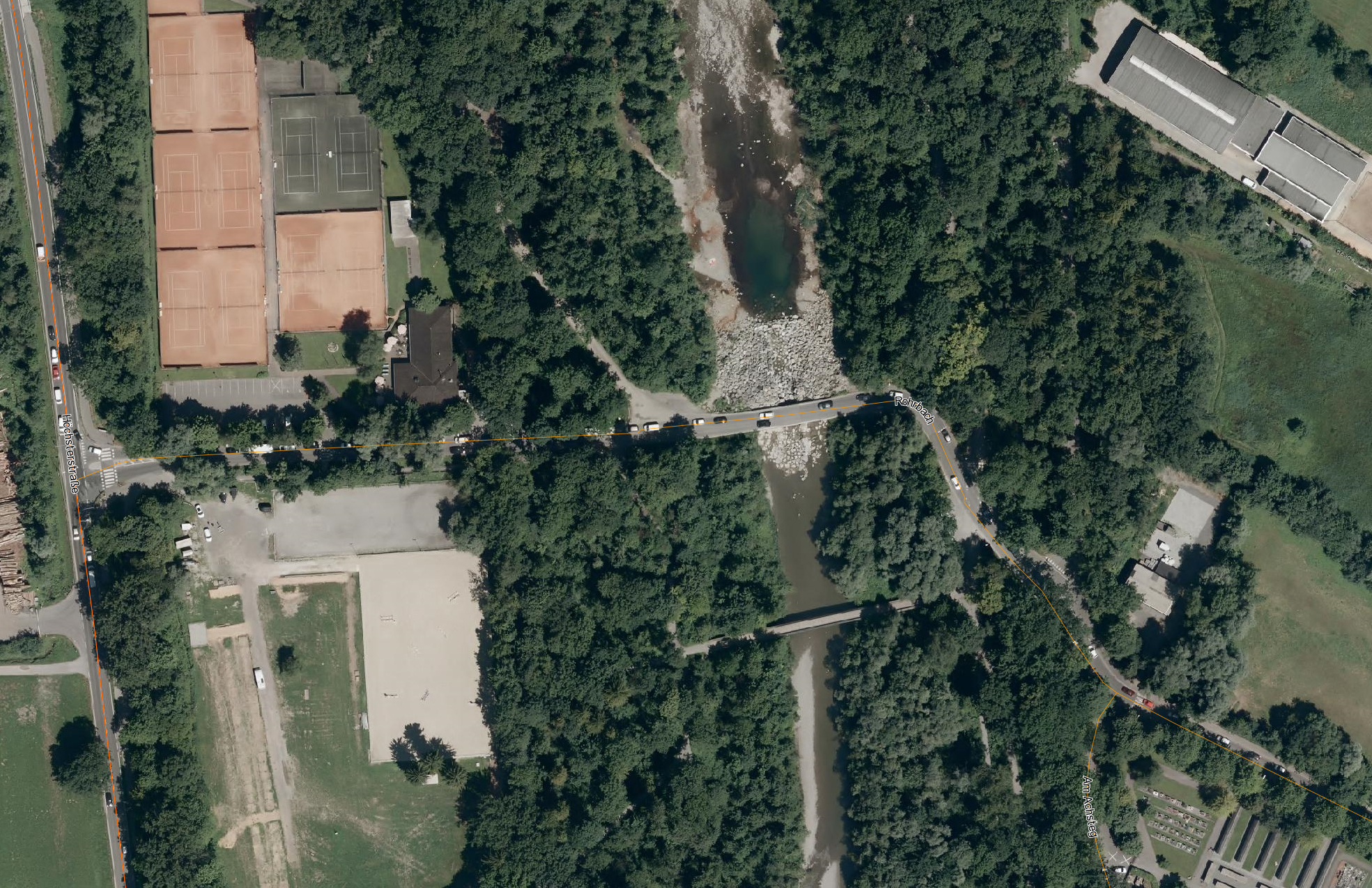
Luftbild der Achfurt (Bildoberkante ist Norden)

Die Achfurt (auch: Furt an der Ach oder kurz Furt) quert die Dornbirner Ach (etwa bei 413 m ü. A.) und verbindet den Stadtbezirk Rohrbach über die Straße Rohrbach mit der Höchsterstraße im Stadtbezirk Schoren. Auf der Nordseite der Achfurt fällt die Ache unmittelbar stark ab und bildet eine Gefällstufe von über fünf Metern Höhe. Die Achfurt quert die Dornbirner Ache bei Gewässerkilometer 12,225.
Es handelt sich dabei an derselben Stelle auch um ein Flurstück, das kurz als Furt bezeichnet wird.

## Abgrenzung
Als Furt wird grundsätzlich eine seichte Stelle eines Flusses, verstanden, bei der das Gewässer zu Fuß oder mit Fahrzeugen leichter gequert werden kann. Die Achfurt (Geh- und Fahroberfläche) in Dornbirn, in der heutigen bautechnischen Ausführung, ist vom Bachbett selbst durch massive Hohlkastenprofile aus Beton abgehoben und daher keine Furt im Wortsinn. Es handelt sich dabei um eine Flussquerung, die temporär überflutet sein kann (Niedrigwasserquerung).
Die Achfurt in Dornbirn war bis in die Zeit des Zweiten Weltkriegs eine Furt im herkömmlichen Sinn. Aufschüttungen wurden bei Hochwasser immer wieder mitgerissen. Auch bis in heutige Zeit wurde die Infrastruktur der Furt immer wieder beschädigt, so z. B. im Verlauf der Alpenhochwasser 2005. Auch nach der Aufweitung der bis dahin bestehenden Profile (bis dahin waren einige Betonröhren zum Durchfluss eingebracht, die jedoch nur ein geringes Schluckvermögen hatten) wird die Achfurt weiterhin mehrmals im Jahr überflutet, es konnte jedoch die Geschiebedurchgängigkeit wesentlich verbessert werden sowie die Gefahr der Verklausung und sind Sperrungen der Straße im Jahresverlauf nur noch bei wenigen außergewöhnlichen Hochwasserereignissen erforderlich.

## Verkehr
Die Fahrbahn wurde in der Mitte der 2000er-Jahre nochmals höher gesetzt und eine Erweiterung der Flussdurchführung vorgenommen. Mit einer automatischen Schrankensteuerung über eine kontinuierliche, hydrologische Überwachung des Wasserstands (berührungslose Messung mittels Radarsensor RL-15), wird verhindert, dass bei Überflutung Fahrzeuge die Furt benützen können, indem beiderseitig der Zufahrt zur Furt, Schranken schließen.
Die Achfurt kann von Fahrzeugen bis 40 Tonnen befahren werden. Täglich queren etwa 7.000 Fahrzeugen diese Engstelle. Für Fußgänger und Radfahrer ist wenige Meter oberhalb der Achfurt ein sogenannter „Achsteg“ vorhanden.

## Naherholungsgebiet
Der Bereich um die Achfurt ist Ausgangspunkt zahlreicher Wege zum Joggen, Walken oder für Spaziergänge. Im Sommer ist der Bereich direkt unterhalb der Achfurt ein beliebter Badeplatz für die ansässige Wohnbevölkerung (hier besteht etwa Gewässergüteklasse II).
In der Nähe der Achfurt befindet sich auch der Union Tennisclub, der Turnierplatz Zizeler eines Reitsportvereins und der öffentliche Fitnessparcours der Stadt Dornbirn.

## Migrationshindernis
Die Furt bildet ein relevantes Migrationshindernis für Fische. Nur wenige schwimmstarke, nicht aber alle hier natürlich vorkommenden Fischarten sind in der Lage, die Schwelle der Achfurt zu überwinden.

## Trivia
Als das Pfarrvikariat im Dornbirner Bezirk Rohrbach 1964 geschaffen wurde, führte die Nähe zur Furt zur Wahl des hl. Christophorus als Kirchenpatron (Erhebung zur Pfarre am 1. Jänner 1980). In der Nähe der Achfurt befindet sich auch der öffentliche Friedhof des Bezirks Rohrbach.